# الجامعة الفاروقية
الجامعة الفاروقية هي جامعة إسلامية تقع في مدينة كراتشي الباكستانية.
أسسها سليم الله خان إلى جانب علماء آخرين منهم محمد يوسف البنوري، والمفتي محمد شفيع، واحتشام الحق التهانوي وكان ذلك عام 	1387 هـ / 1967 م.

## وصلات خارجية
- موقع الجامعة الفاروقية